# Bloch et Compagnie
Bloch et Compagnie war ein französischer Hersteller von Automobilen.

## Unternehmensgeschichte
Das Unternehmen aus Neuilly-sur-Seine begann 1922 mit der Produktion von Automobilen. Der Markenname lautete Swan. 1923 endete die Produktion.

## Fahrzeuge
Im Angebot standen zwei Modelle. Für den Antrieb sorgten Vierzylindermotoren von Altos mit wahlweise 1244 cm³ oder 1994 cm³ Hubraum. Der Motor war vorne im Fahrzeug montiert und trieb über eine Kardanwelle die Hinterachse an. Die Getriebe verfügten über drei Gänge.